# Stenalcidia piperacea
Stenalcidia piperacea är en fjärilsart som beskrevs av Paul Dognin 1912. Stenalcidia piperacea ingår i släktet Stenalcidia och familjen mätare. Inga underarter finns listade i Catalogue of Life.